# Palácio da Justiça (Bruxelas)

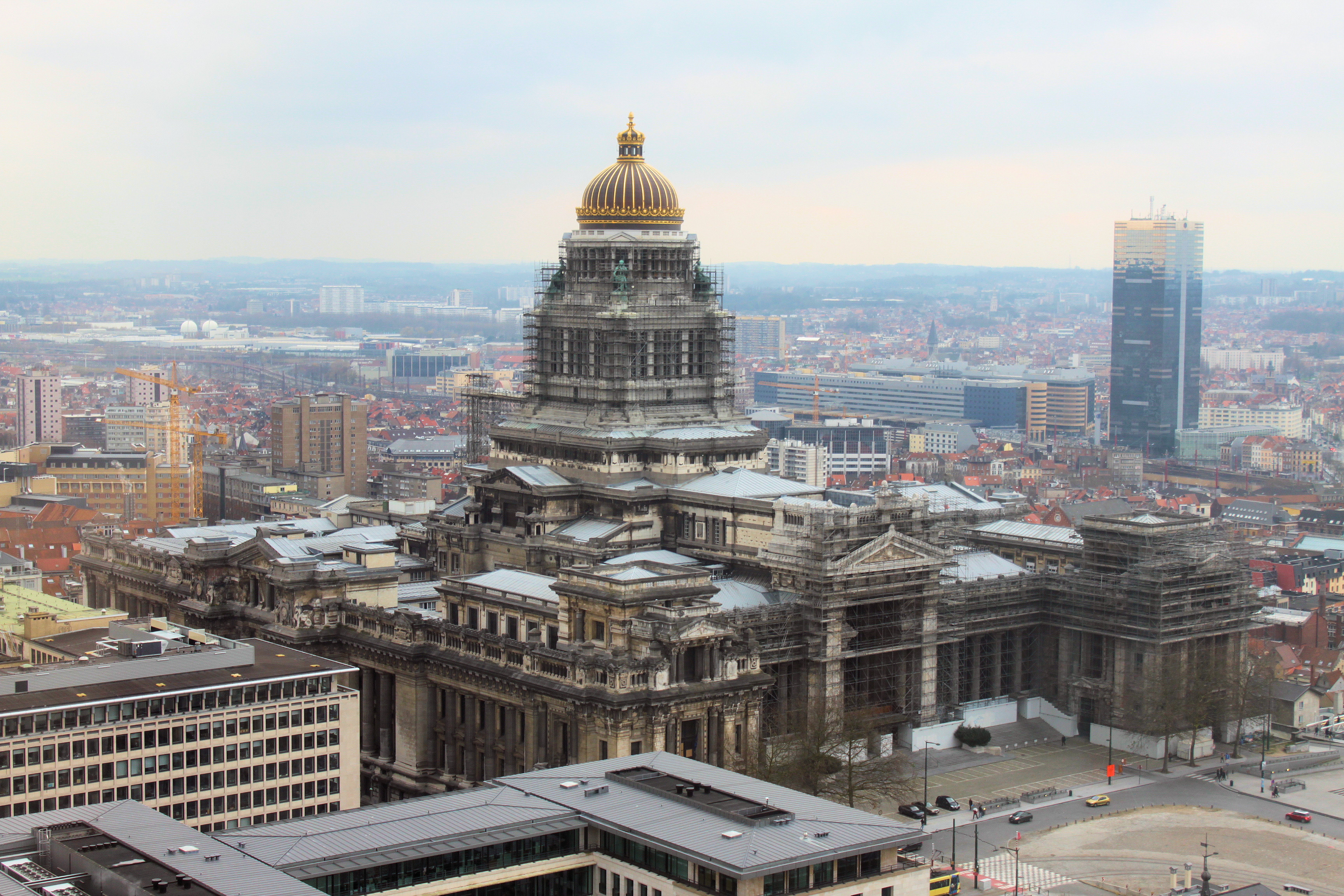
Palácio da Justiça.

O Palácio da Justiça de Bruxelas é o edifício do tribunal mais importante na Bélgica. Ele está situado na Place Poelaert / Poelaertplein no distrito de Marolles / Marollen em Bruxelas. erguido entre 1866 e 1883 pelo célebre arquiteto Joseph Poelaert em estilo eclético, o edifício é considerado o maior construído no século XIX. e continua sendo o maior de seu tipo. O custo total da construção, terrenos e mobiliários foi de aproximadamente 45 milhões de francos belgas.
Um marco notável de Bruxelas, este local é servido pela estação de metrô Louise/Louiza (nas linhas 2 e 6 do Metrô de Bruxelas), e pelas linhas 92 e 94 do bonde. Da parte baixa da cidade, também é possível pegar elevadorespúblicos, chamados de Elevadores Poelaert, para acessá-lo.